# Mirosław Słomczyński
Mirosław Eugeniusz Słomczyński (ur. 3 stycznia 1934 w Siewierzu, zm. 19 października 2019) – polski dziennikarz prasowy i telewizyjny, publicysta.

## Życiorys
Był absolwentem siewierskiego liceum (1951) oraz Wydziału Dziennikarstwa Uniwersytetu Warszawskiego (1955). Po zakończeniu studiów podjął pracę w redakcjach katowickich gazet: „Dziennika Zachodniego” oraz „Wieczoru”. Stamtąd trafił do katowickiego ośrodka Telewizji Polskiej, gdzie zaangażował się w tworzenie programu regionalnego TVP Katowice. Najbardziej znanym jego pomysłem było widowisko telewizyjne pt. „Zajechał wóz do...”, prezentujące w kolejnych odcinkach tradycję i kulturę miejscowości regionu (pierwszy odcinek nakręcono w Siewierzu). Ponadto był autorem ponad dwustu telewizyjnych programów publicystycznych, reportaży i filmów dokumentalnych. Od 1958 roku był członkiem PZPR, pełniąc m.in. funkcję zastępcy kierownika Wydziału Ideologicznego Komitetu Wojewódzkiego partii. W latach 1985–1989 zajmował stanowisko naczelnego redaktora TVP Katowice, ponadto przez trzy kadencje był członkiem Rady Programowej oddziału.
Pracując w telewizji nie zaprzestał działalności publicystycznej. Jego artykuły ukazywały w „Dzienniku Zachodnim”, „Wieczorze”, „Trybunie Robotniczej”, „Nowym Tygodniku Popularnym”, „Spojrzeniach – gazecie regionalnej” oraz „Przyjacielu Zdrowia”. Był również autorem kilku pozycji książkowych, poświęconych osobom związanym z regionem oraz telewizją, m.in. gen. Jerzemu Ziętkowi, prof. Arturowi Stojce czy operatorowi filmowemu Mieczysławowi Chudzikowi.
Za swe zasługi został odznaczony Krzyżem Kawalerskim Orderu Odrodzenia Polski, natomiast w 2008 roku uhonorowano go nagrodą i medalem Burmistrza Miasta
i Gminy Siewierz Magnum Meritum Pro Regionis Et Urbis Sevioris.
Został pochowany na siewierskim cmentarzu parafialnym.

### Publikacje
- Hutnicy polscy: Kołomyjski (1995, wraz z Henrykiem Wawrzyniakiem)
- Generał z kryką. Jerzy Ziętek w anegdocie (2005, wraz z Wiesławem Wilczkiem)
- Od hajera do premiera: Jana Mitręgi portret ze wspomnień (2009, wraz z Wiesławem Wilczkiem)
- Jerzy Ziętek: z oddali i z bliska (2010, wraz z Wiesławem Wilczkiem)
- Pasjonat: ciekawość życia profesora Artura Stojko luminarza polskiej apiterapii (2011)
- Kamerzysta: telewizyjne epizody i historyczne zdrapki (2013)
- Życie węglem znaczone: o Janie Chojnackim (2014)
- Chorzowska arka Jerzego Jóźwiaka, człowieka z fotografii która obiegła świat (2016)
- Mój Alfabet: znani i mniej znani (2017)